# Cái đêm hôm ấy... đêm gì?
Cái đêm hôm ấy... đêm gì? là một bút ký của nhà văn Phùng Gia Lộc trong giai đoạn Đổi Mới tại Việt Nam. Tác phẩm được đăng lần đầu trên Tuần báo Văn Nghệ ngày 23 tháng 1 năm 1988 và đăng lại trên Tuổi Trẻ Chủ Nhật cùng năm, về sau đăng thêm lần nữa trên báo Tuổi trẻ vào 21 tháng 12 năm 2005. Bút ký kể về những "cường hào mới" ở nông thôn, tức những cán bộ công chức sở tại, đã ép gia đình nhà văn nộp sản thuế vào một buổi đêm năm 1983 tại làng Láng, trong khi huyện Thọ Xuân (Thanh Hóa) lúc bấy giờ bị lũ lụt do vỡ đê sông Cầu Chày và người dân địa phương thiếu ăn.
Sau khi xuất bản, nhà văn đã trốn khỏi quê nhà Thanh Hóa ra Hà Nội và nương tựa nhờ nhà bạn. Sau này, với sự bí mật giúp đỡ của nhiều người mà nhà văn về lại quê nhà, được vợ con nuôi giấu trong một thời gian. Chỉ đến khi Bí thư Tỉnh ủy Thanh Hóa Hà Trọng Hòa bị kỷ luật cách chức vì nhiều bê bối và Lê Huy Ngọ đến nhậm chức, Phùng Gia Lộc mới trở lại cuộc sống bình thường. Cái đêm hôm ấy... đêm gì? được một số người trong giới văn đàn coi là bút ký xuất sắc nhất của nhà văn Phùng Gia Lộc.

## Nội dung
Cuối năm 1983, Lộc đang chờ nghỉ hưu theo chế độ. Vào một chiều Chủ Nhật ở nhà, người con trai lớn tên Học kể với Lộc về bác Quang thồ sắn từ chợ Phúc Địa về, được bác cho sắn nhưng không nhận. Sáng thứ hai, Lộc lên cơ quan ứng mấy cân gạo, Lê Trung Quang cho biết nhà cũng đói ăn – lúa hết và mới phải nộp sản. Lộc buộc gạo định chở về thì Quang mời ở lại một đêm tại trụ sở nhưng Lộc từ chối. Lộc về đến nhà lúc trời sẩm tối, con chó tên Mực chạy ra sủa mừng. Người vợ đang bồng con trai út tên Văn một tuổi đang ngủ trong lòng, con trai lớn thứ hai tên Thức đang bi bô nói, trong khi con trai lớn là Học đang ôn bài trên nhà. Lộc vác gạo xuống bếp khoe, còn mẹ già của Lộc gượng chống gậy xuống bếp sưởi ấm. Thức nói chỉ có bà với em được ăn cơm, còn Thức với mẹ và anh Học ăn cháo rau má, khoe thêm bữa nay luộc được nhiều rau cải hơn. Mẹ Lộc nói con dâu hôm nay bán ế rau cải, không đong được gạo. Sau đó, cô Hoa đến mua mấy mớ rau cải để nấu cho đội thu sản ăn đêm.
Do có chồng ở ban quản trị nên Hoa cho biết đêm nay sẽ tổ chức đi thu sản và tổng vét cả xã, đội 12 nợ sản nhiều nên sẽ điều những tay cứng cựa đến thu. Hoa đi tiếp sang các nhà kế bên hỏi mua gà, vợ chồng Lộc nhường nhau ăn cơm. Gia đình Lộc còn thiếu nộp sản cho xã một tạ 12 cân, nhưng mùa lụt do vỡ đê nên thóc vớt lên bao nhiêu ăn bấy nhiêu. Mẹ Lộc mỏi lưng nên đi nằm, con trai Học lót rơm ngủ dưới bếp. Đang ngủ ở ổ rơm với hai con, bất giác tiếng kẻng gõ giục giã liên hồi lúc 12 giờ khuya. Kẻng vang khắp xã từ đội 1 đến đội 15, tiếng loa phóng thanh rền vang bản tin thu sản. Đội trưởng đội 12 Hoàng Văn Nhân đọc tên những nhà chưa nộp thóc cho hợp tác xã. Đèn đóm soi rừng rực các ngả đường, chó sủa inh ỏi, ông chủ tịch xã gọi cán bộ về đội 12 hội ý qua loa phóng thanh. Trưởng công an xã Nguyễn Đình Định "gào rát cổ" trên loa, thúc giục công an–dân quân tăng cường chi viện cho đội 12. Công an–dân quân ập vào các nhà nợ thóc lúc một giờ sáng, chó sủa vang và lợn kêu èng ẹc cả khu quanh nhà Lộc. Nhà ông Ái—hàng xóm cạnh bên—đang bị công an và dân quân lùng sục khắp nhà, tiếng quát thu sản vang vọng.
Tiếng quát thu sản trước cổng nhà Lộc vang lên hai lần, con chó giữ nhà bị đánh ở đầu cổng, Lộc ra mở cửa thì bị đèn pin rọi vào mặt. Vợ bế thằng Văn ngất lịm trên tay, vừa mở cửa thì bốn anh thanh niên to khỏe lao vào nhà. Bà cụ đang ốm ở giường bên cố ngóc dậy, run rẩy chào. Bị yêu cầu nộp một tạ thóc, bà cụ đáp "Có còn cái gì mà nộp. Các anh và các bác không thấy đàn con hắn đói xanh đói trong đi à? Các bác không thấy tôi cũng phát phù phát nề, vàng cây úa lá đây à?". Bốn thanh niên rọi đèn khắp trong ngoài nhà, soi đèn ngoài vườn và dẵm cả lên mấy cây rau. Lộc chạy ra trụ sở đội, định tìm cán bộ trình bày. Lộc gặp chủ tịch Phê và Bí thư Đảng ủy Phùng Gia Miện nhưng cả hai lảng đi. Anh Miện khuyên nhủ Lộc nộp đủ thóc hoặc nộp tiền vì cán bộ phải gương mẫu. Miện nói thêm rằng anh Thiện cũng phải nộp, khuyên Lộc "phải hy sinh cho lợi ích của nhà nước" dù mất mùa. Đang ở trụ sở đội, Lộc thấy công an–dân quân khuân về tài sản thế chấp của dân làng và đồ nào cũng ghi rõ tên từng người một lên. Lộc chạy về nhà xin khất đến mai và nộp đủ vào ngày mai khi thu xếp bán đồ đạc, nhưng đội thu sản nói "đêm nay là đêm nay, mai chúng tôi mất thưởng". Lộc viện lý do xe đạp của nhà nước cấp nên không được tịch thu, Lộc nói sẽ kiện đến tận ông Phạm Văn Đồng và chìa thẻ hội viên Hội văn nghệ tỉnh.
Đội thu sản nhìn thấy cỗ quan tài dưới bàn thờ và đạp lật nghiêng nắp khiến thóc tràn ra. Đội thu sản reo lên, mẹ Lộc chống gậy vừa vái vừa van xin giữ lại thóc. Tạ thóc đó được hai người chị góp mỗi người mười cân, Lộc thêm vào 39 cân tiêu chuẩn của hai tháng từ cơ quan. Một tay râu tóc lồm xồm yêu cầu vợ Lộc gánh thóc đến trụ sở đội nộp. Một tay khác đứng trước vợ Lộc lạy lia lịa nói "bọn khác đến chỗ em làm ác y hệt", dọa sẽ thêm hai chục công và phạt tiền nếu không gánh. Học và Thức chạy ra ôm chân van xin không lấy lúa đi vì còn để dành làm ma bà sau này. Bà cụ loạng choạng giơ gậy cản, họ đá vấp gậy khiến bà cụ "ngã chỏng queo". Bà cụ hô "Ối Đảng ôi là Đảng ôi! Chính phủ ôi... Trông xuống mà coi...", Lộc xốc mẹ lên giường và bịt mồm cụ. Lộc can ngăn "Đây không phải Đảng! Đảng ta không làm thế. Đảng không chủ trương thế này!". Lộc ngoặp hai hàm răng vào cổ tay mình để kìm giữ thứ gì đó định buột ra. Hai vợ chồng hì hục gánh hết thóc ra trụ sở nộp. Lộc quyết định kể lại câu chuyện của dân xã và bi kịch đói ăn của gia đình anh Quang, mặc kệ việc Lê Trung Quang có thể mất chức huyện ủy viên. Mỗi khi nghĩ đến sự việc, Lộc lại thảng thốt tự vấn về đêm thu sản tại nhà mình.

## Hoàn cảnh ra đời
Tính từ năm 1957, Hội Nhà văn Việt Nam quản lý Tuần báo Văn Nghệ. Năm 1986, xã hội Việt Nam bảo thủ và trì trệ, người dân xếp hàng mua báo Nhân Dân với loạt bài viết Những việc cần làm ngay của Nguyễn Văn Linh; Tuần báo Văn Nghệ—do nhà văn Nguyên Ngọc làm tổng biên tập—thời điểm đó nổi lên với nhiều bài viết phản ánh đời sống hiện thực gây sốc, những chuyển biến từ thời bao cấp sang Đổi Mới dần manh nha. Nhà thơ Bế Kiến Quốc công tác ở Tuần báo Văn Nghệ quen biết nhà văn Phùng Gia Lộc vào năm 1980, sáu năm sau tái ngộ và nghe nhà văn Lộc kể về sự tình làng Láng ở huyện Thọ Xuân, hai bài ký Cái đêm hôm ấy... đêm gì? và "Sau cái đêm hôm ấy đêm gì" được Bế Kiến Quốc nhận biên tập. Do đang trong khoảng giao thời tranh đấu giữa phe bảo thủ và phe đòi hỏi đổi mới—Thanh Hóa là một trong những điểm nóng nhất—cùng với mạng lưới theo dõi dày đặc, Phùng Gia Lộc được bạn bè giúp đào thoát từ Thanh Hóa vào Hà Nội bằng tàu hỏa như "chiến sĩ hoạt động bí mật trong lòng địch". Phùng Gia Lộc sau đó trú tạm tại tòa soạn Tuần báo Văn Nghệ, rồi viết nên bút ký Cái đêm hôm ấy... đêm gì?. Tuần báo Văn Nghệ khi đó xuất bản nhiều bút ký như Cái đêm hôm ấy... đêm gì? của Phùng Gia Lộc, "Thủ tục làm người còn sống" của Minh Chuyên, "Vua lốp" của Trần Huy Quang, "Tướng về hưu" của Nguyễn Huy Thiệp được đón nhận nồng nhiệt từ người đọc. Trưởng Ban Bạn đọc của Tuần báo Văn Nghệ Ngọc Trai đi vận động tại Thái Bình–Thanh Hóa để chính quyền không làm phiền Phùng Gia Lộc và Minh Chuyên. Cùng thời điểm, báo Tiền Phong đăng bài thơ "Mùa xuân nhớ Bác" của nữ sinh viên Trường Đại học Tổng hợp Hà Nội Phạm Thị Xuân Khải, sau đó Ban Bí thư Trung ương Đoàn Thanh niên Cộng sản Hồ Chí Minh và ban biên tập báo Tiền Phong chịu nhiều phê phán của các Bí thư Tỉnh ủy cũng như một số lãnh đạo Đảng Cộng sản Việt Nam. Nhà văn Trần Huy Quang chia sẻ "cái thời Cái đêm hôm ấy... đêm gì? là thời khủng khiếp"; không như "nông thôn ngày nay có điện, có ô tô" không khác gì thành thị.
Bút ký lấy bối cảnh làng Láng ở xã Phú Yên, huyện Thọ Xuân, tỉnh Thanh Hóa; tác phẩm kể về thực trạng nông thôn Việt Nam và cuộc sống đói khổ của người nông dân những năm trước Đổi Mới. Trước khi viết bút ký, Phùng Gia Lộc là giáo viên dạy văn, đồng thời là hội viên Hội Văn học nghệ thuật tỉnh Thanh Hóa. Năm 1983, phụ cấp nhà văn "còm cõi" 13 kg gạo/tháng, gia đình có 2,4 sào đất đưa vào hợp tác xã, mỗi năm hai vụ và cho năng suất gần 2 tạ/sào nếu lúa tốt, nhưng quy định mức đóng thuế lên tới 1,5 tạ/sào. Cùng năm, huyện Thọ Xuân bị lũ lụt do vỡ đê sông Cầu Chày, mẹ nhà văn ốm yếu, gia đình không đủ ăn và giấu ít thóc trong quan tài để lo hậu sự sau này cho người mẹ già. Gia đình vào một buổi đêm bị "cường hào mới" ở nông thôn ép nộp sản, cạy nắp quan tài lấy hết thóc. Phùng Gia Học—con trai lớn của nhà văn và là nhân vật có mặt trong bút ký—cho biết bài viết miêu tả hoàn toàn chân thực những gì gia đình trải qua. Đỗ Thị Hoa—vợ nhà văn—nói sản xuất tập thể hợp tác xã kém hiệu quá, cộng với chính sách thuế quá cao khiến không có gia đình nào trong làng đủ ăn. Đỗ Thị Hoa chia sẻ cảnh giấu thóc trong quan tài và bị phát hiện là chi tiết có thật, số thóc đó để lo cho mẹ chồng lúc đó già yếu, bà gánh thóc lên xã nộp nhưng không đủ. Trịnh Đình Chấn—thôn trưởng thôn 9 xã Phú Yên trong bút ký—nói xã có 350 ha lúa và nộp thuế đến 450 tấn, mỗi sào nộp gần tạ rưỡi thóc, không nhà nào không nợ thuế với hợp tác xã. Sau khi bút ký xuất bản, việc thu thuế tại nhiều xã quanh sông Chu vẫn tiếp tục vài năm sau nữa.

## Phát hành
Bút ký được Phùng Gia Lộc đăng trên Tuần báo Văn Nghệ ngày 23 tháng 1 năm 1988, đăng lại ngay sau đó trên báo Tuổi Trẻ Chủ Nhật. Báo Tuổi trẻ đăng tác phẩm một lần nữa vào ngày 21 tháng 12 năm 2005. Nhà văn mãn nguyện bộc bạch: "Đăng được "Cái đêm hôm ấy...đêm gì?" có chết cũng cam lòng! Việc thật ở nhà tôi đêm 26 tháng 11 năm 1983, người ngoài cuộc hẳn cho là mình bịa. Cho đến nay, mỗi khi nghĩ đến, tôi cứ thảng thốt hỏi mình Cái đêm hôm ấy... đêm gì?. Phùng Gia Lộc cho biết động lực sáng tác do "thúc ép nội tâm, không thể không nói ra nỗi đau và sự phẫn nộ của mình" cũng như do "sự mong đợi của những người cùng cảnh".[...] "Tôi muốn lên án cái cơ chế cũ đã gây đau khổ cho mọi người dân nông thôn, cả người đi thu nợ và người bắt nợ". Tổng biên tập báo Tiền Phong Trần Công Mân cho biết số lượng phát hành báo có bài bút ký lên đến 12,5 vạn bản, trong khi số lượng phát hành bình thường của Tuần báo Văn Nghệ khoảng 10 vạn bản.

## Đón nhận

### Xã hội
Một bức thư của người đọc Đăng Bửu dùng lời lẽ thậm tệ, cáo buộc nhà văn Phùng Gia Lộc là một tên bồi bút phản động; Tuần báo Văn Nghệ tạo một mục tranh luận "Trao đổi về bức thư của ông Đặng Bửu" trên báo và góp phần giúp công cuộc Đổi Mới diễn ra theo chiều hướng cởi mở. Nhà thơ Thanh Thảo trong một bài viết thời điểm đó viết rằng "Cơ chế mới chết trước cơ chế cũ", phép ẩn dụ so sánh Đặng Bửu là "cơ chế cũ" và Phùng Gia Lộc là "cơ chế mới". Cái đêm hôm ấy... đêm gì? đã khiến dư luận quốc gia chấn động khi kể về hiện trạng bức bối ở vùng quê Thanh Hóa của nhà văn Phùng Gia Lộc, sau đó đạo diễn Trần Văn Thủy được cấp phép chiếu phim tài liệu Hà Nội trong mắt ai kể về những câu chuyện đau lòng trong một xã hội "không tin nổi."

### Truyền thông
Tuổi trẻ nhận xét: "Những dòng chữ rút ruột từ nỗi uất ức, cay đắng, ngỡ ngàng của Phùng Gia Lộc đã tạo nên một 'cơn địa chấn'. Nhiều người đã phải giật mình, phải tự nhìn lại mình, nhìn lại những việc mình làm và đang hô hào người khác làm. Một hơi gió của đổi mới cũng bắt đầu từ đó, góp vào cơn gió sẽ đổi mới cả một đất nước, đổi đời cho hàng chục triệu con người." Nguyễn Khắc Phê trên báo Người lao động ca ngợi "một tác phẩm nhỏ nhưng có tác dụng như một ngòi nổ, có thể coi như mở đầu thời kỳ Đổi Mới trong hoạt động báo chí – văn nghệ." Ông nhận định cách bài ký khẳng định nhu cầu đổi mới mọi mặt cuộc sống là "không thể trì hoãn, không thể đảo ngược". Nguyễn Sĩ Đại trên báo Nhân Dân tán dương "Cái đêm hôm ấy... đêm gì? là truyện ký đặc sắc nhất của cuộc đời sáng tác Phùng Gia Lộc, đồng thời là truyện ký đặc sắc của thời kỳ đầu Đổi Mới". Cũng trên báo Nhân Dân, Trần Thiện Khanh coi bút ký này là "những trường hợp tiêu biểu, một thành quả của đổi mới ở thể loại ký sự, phóng sự". Tiến sĩ Nguyễn Thanh Tú trên báo Quân đội nhân dân gọi bút ký là "bài viết để đời", gọi Phùng Gia Lộc là "những người đi tìm sự thật, nói lên sự thật". Lê Xuân Kỳ trên báo Công an nhân dân nhìn nhận "nhiều người cũng nghĩ như Lộc, cũng có thực tế và chữ nghĩa, nhưng không đủ dũng khí và tâm huyết để viết lên giấy". Báo Lao Động xuất bản xã luận tán dương "bài bút ký rất sống động và chân thực ấy nói lên niềm vui của nhân dân sau kết quả bước đầu của dân chủ, của công khai và của sự thật được sáng tỏ". Thanh Thảo trên báo Quảng Ngãi giãi bày: "Sau này, cũng có những người tỏ ra không tin về những gì Phùng Gia Lộc đã viết trong Cái đêm hôm ấy... đêm gì?, họ nói là 'không tưởng tượng nổi'. Thì đúng rồi, có những sự thật ít người tưởng tượng nổi, có một sự thật lớn lao mà một số người cũng khó tin—đó là Đổi Mới."
Trung Hiếu trên Thanh Niên so sánh "cuộc bố ráp được nhà văn miêu tả giống như cuộc vây bắt tội phạm nguy hiểm" và Phùng Gia Lộc "đã cô đọng đỉnh điểm nỗi cơ cực của gia đình chỉ trong một đêm thu thuế thóc". Tuy Hòa trên báo Nông nghiệp Việt Nam ví bút ký "như một tiếng kêu khắc khoải khiến cả nước phải bừng tỉnh vì những vướng mắc và nhục nhằn". Trần Huy Quang trên báo Người Đô thị điểm tên hai tác phẩm Cái đêm hôm ấy... đêm gì? và "Người đàn bà quỳ" để nhấn mạnh "nếu không đổi mới thì nông dân không lâu nữa sẽ trở lại thời chị Dậu của Tắt đèn". Tạp chí Bóng đá nhận định bút ký này như "một tiếng chuông làm nông thôn bừng tỉnh, tiếng trống đẩy nhanh công cuộc Đổi Mới". Khi hồi tưởng lại bút ký "Về Phủ Lâm" của Nguyễn Phú phản ánh thực trạng huyện Lâm Thao thời đó, cựu phó tổng biên tập báo Vĩnh Phú Nguyễn Sản cho rằng bút ký này "có tiếng vang và sự rắc rối không kém" so với Cái đêm hôm ấy... đêm gì? của Phùng Gia Lộc trên Tuần báo Văn Nghệ. Khi liệt kê các tác phẩm "nói thẳng – nói thật" trong những năm đầu Đổi Mới, Mai Hải Oanh trên Tạp chí Cộng sản nhận định "Cái đêm hôm ấy... đêm gì? đã mạnh dạn nêu lên những nỗi đau, những bất công xã hội". Phùng Nguyên trên báo Việt Nam hội nhập cho rằng bút ký là "một thiên phóng sự có sức sống mãnh liệt, được nhiều thế hệ tìm đọc vì nó hội đủ các yếu tố của một bài báo hay". Tiến sĩ Hoàng Thị Thu Thủy trên báo Công an Đà Nẵng cảm thán "năm 1986, dù đã 'đổi mới văn chương' thì cũng đã có một Phùng Gia Lộc với "Cái đêm hôm ấy...đêm gì?" đã phải 'sống chui, sống nhủi' vì dám nói lên sự thật". Trong chuyên mục "Đào tạo" tại Đài Truyền hình Việt Nam, Nguyễn Vạn Phú cảm nhận "có lẽ hàng trăm bài dài về nông thôn nông nghiệp cũng không đọng lại ở lòng người đọc bằng bút ký Cái đêm hôm ấy... đêm gì? của Phùng Gia Lộc".

### Văn đàn
Nhà thơ Bế Kiến Quốc nhìn nhận: "Vào thời điểm ấy, nông thôn về cơ bản vẫn là bùn lầy, nước đọng, không điện, không nước tưới và một lớp 'cường hào mới' đã xuất hiện, không xót xa sao được, nhưng trên các mặt báo toàn thấy những chuyện 'đáng yêu'. Giữa lúc đó Cái đêm hôm ấy... đêm gì? và một loạt bài báo của các tác giả khác ra đời. Trên mặt báo, Lộc đã gửi thông điệp nhắc nhủ toàn xã hội: nông thôn Việt Nam, nông nghiệp Việt Nam đang có vấn đề, đang kêu cứu và cần được đổi mới." Cù Thị Bích Thủy tại Trường Đại học Khoa học Xã hội và Nhân văn, Đại học Quốc gia Hà Nội bình phẩm "một bài ký nói thẳng, nói thật về những đắng cay của người nông dân khi không thể làm chủ cuộc sống của chính mình, khi bị đè nén đến tận cùng." Giáo sư Trần Đức Thảo ca ngợi "Như một điểm sáng, Phùng gia Lộc đã lóe lên giữa cơn cuồng phong phẫn nộ một thời chất chứa từ Cái đêm hôm ấy... Phùng đã ném thêm quả tạ lên bàn cân dư luận, xoạc cẳng nhấn thân cho đối thủ chìm xuống dòng phẫn nộ". Trần Ngọc Hiếu tại Trường Đại học Sư phạm Hà Nội gợi nhắc bút ký cùng các vở kịch của Lưu Quang Vũ thập niên 1980, đúc kết rằng "tâm lý của số đông người Việt Nam, đến thời điểm này, vẫn kỳ vọng ở văn học như một hình thức "nói hộ" bức xúc của mình".

## Tác động

### Cường hào mới – dân chủ hóa xã hội
Trung Hiếu trên Thanh Niên cho rằng bút ký tái hiện hình tượng "cường hào mới" ở nông thôn miền Bắc trước thời kỳ Đổi Mới khi một số cán bộ "đầy tớ của nhân dân" được che chở thời chiến, sau thành "người có công" rồi áp đặt chính sách thuế khóa và tận thu chỉ tiêu cùng với nhiều đường lối thời bao cấp khiến nông dân nghèo mạt. Chính khách Hữu Thọ nhìn nhận "Những năm đầu Đổi Mới có ba phóng sự rất nổi tiếng và đối với tôi đã để lại ấn tượng rất sâu sắc "Cái đêm hôm ấy...đêm gì?" của Phùng Gia Lộc, "Người đàn bà quỳ" của Lê Văn Ba, "Lời khai của bị can" của Trần Huy Quang. Ba bài đó của ba tác giả khác nhau nhưng lại đặt ra một vấn đề xã hội, thực sự có tính dự báo rất ghê về vấn đề dân chủ ở nông thôn, về vấn đề oan ức, về vấn đề kỳ thị người làm giàu trong xã hội." Nguyên Ngọc nhận xét: "Phùng Gia Lộc là một chiến sĩ dũng cảm trong cuộc 'học' [dân chủ hóa xã hội] gian nan đó của chúng ta một thời. Anh đã mất rồi, hầu như chỉ để lại cho chúng ta một bài báo ngắn. Trong văn học có những nhà văn rất xứng đáng là nhà văn, mà chỉ có một bài." Đỗ Hải Ninh tại Viện Văn học phân tích "Cuộc đời người nông dân sau bao nhiêu năm theo cách mạng lại quay trở về với đói nghèo, thiếu thốn, phải đối mặt với lớp cường hào mới ở nông thôn, nạn áp bức bóc lột về bản chất không có gì thay đổi so với chế độ cũ nhưng lại được che đậy bởi những danh từ mới. Người đọc không chỉ nhận thấy nỗi khốn khó của người nông dân trong những năm Tắt đèn trước đây mà hoá ra, sự thống khổ ấy lại đang hiện hữu bằng xương bằng thịt ngay trong lòng chế độ mới." Tống Văn Công trên Tạp chí Văn hóa Nghệ An khen ngợi Phùng Gia Lộc "đưa ra ánh sáng những cường hào mới trong Cái đêm hôm ấy... đêm gì?". Tiến sĩ Nguyễn Thế Kỷ trên Tạp chí Cộng sản ghi nhận "phóng sự Cái đêm hôm ấy... đêm gì? như một hồi chuông báo động về nạn "quan lại, chức dịch mới" o ép người dân nghèo".
Ken MacLean tại đại học Clark nhìn nhận bút ký cung cấp "ví dụ về nền chính trị ngờ vực, cũng như những mối liên hệ kỳ lạ giữa thực tế với hư cấu và giữa hư cấu với thực tế trong quá trình chuyển đổi ra khỏi mô hình nhà nước xã hội chủ nghĩa". Tiến sĩ Nguyễn Võ Thu Hương tại đại học California tại Berkeley phân tích các bút ký trên Tuần báo Văn Nghệ giai đoạn 1986–1988 cùng với Cái đêm hôm ấy... đêm gì? đã "miêu tả một chủ nghĩa hiện thực gai góc thô nhám tại các công xã nông thôn, làng quê, thành thị với một giọng điệu phẫn nộ trước những bất công mà người dân thường phải chịu đựng do hậu quả từ những chính sách đảng phái duy ý chí và phi logic, các công chức Đảng–Nhà nước vô lại ở địa phương, một bộ máy quan liêu tham nhũng và lạm quyền". Huong T. D. Nguyen tại đại học Ohio cho rằng Phùng Thị Xuân Khải và Phùng Gia Lộc là "hai tác giả nổi tiếng về sự nghiệp bị ảnh hưởng bất lợi do thuật lại cuộc sống của họ trước Đổi Mới". Tiến sĩ Nguyễn Sĩ Đại thuộc Liên Chi hội Nhà báo Báo Nhân dân cho rằng "chỉ với cái ký ấy, một làn sóng được dâng lên, góp phần lên án và xóa bỏ nạn cường hào mới ở Thọ Xuân và ở nông thôn trong cả nước". Năm 2016, Bụt Sơn trên báo Nghệ An gợi nhắc bài bút ký kèm với hiện tượng lạm thu ở một số miền quê thuộc các tỉnh Bắc Trung Bộ. Xuân Hùng trên báo Lao Động nêu thực trạng lạm thu phí cỏ 100.000 đồng/con bò, thu phí 300.000–500.000 đồng/hộ tùy theo số lượng bò nhiều hay ít tại xã Thiệu Dương thuộc Thanh Hóa, đồng thời nhận xét "Cái đêm hôm ấy... đêm gì?—đêm Tắt đèn của chị Dậu đã qua từ rất lâu—đang manh nha trở lại ở một vài nơi." Dương Quang trên báo Người lao động cho rằng "cường hào mới ở nông thôn" trong bút ký vẫn tồn tại đến ngày nay; đồng thời nêu ra sự việc công chức biển thủ tài sản của người dân và phân bổ nhân sự phi lý tại Quảng Bình, Kiên Giang, Quảng Nam, Thanh Hóa. Nguyễn Duy Xuân trên báo VietNamNet gợi nhắc bút ký Cái đêm hôm ấy... đêm gì? và cảm thông cho công chức thời bao cấp, đồng thời mỉa mai công chức thời nay làm giàu bằng bí kíp "buôn chổi đót" hoặc "chạy xem ôm" hoặc "đào đất đến thối móng tay" hoặc "bán cây cảnh".

### Gia đình nhà văn
Sau khi xuất bản bút ký, nhà văn phải trốn khỏi quê nhà Thanh Hóa ra Hà Nội và nương nhờ nhà bạn vài tháng. Chính quyền địa phương nhiều lần gọi vợ nhà văn, Đỗ Thị Hoa, lên chất vấn về bút ký của chồng, thậm chí tổ chức họp kiểm điểm. Một buổi thẩm vấn vợ nhà văn và năm người trong bút ký tại trụ sở xã Phú Yên, tiếp tục mời đội 12 đến kiểm chứng và góp mặt công an – đại diện chính quyền địa phương, nhiều người dân địa phương khẳng định bút ký "còn bỏ sót nhiều cảnh đau lòng hơn". Chính quyền xã Phú Yên tiếp tục gởi kiến nghị cáo buộc Phùng Gia Lộc "bôi nhọ phong trào địa phương" tới huyện Thọ Xuân, nhưng huyện đã bác bỏ kiến nghị này. Cựu chủ tịch huyện Đông Hưng Đinh Thế Lịch nói Phùng Gia Lộc bị lùng sục–tá túc nhiều nơi, sau được nhà thơ Bế Kiến Quốc liên hệ Lịch đưa về cho vợ con nuôi giấu như cán bộ thời hoạt động bí mật. Đinh Thế Lịch coi trọng nhà văn dám lên tiếng cảnh báo sai lầm của chính sách nông nghiệp nông thôn thời bao cấp. Phùng Gia Lộc được Trưởng Ban Bạn đọc của Tuần báo Văn Nghệ Ngọc Trai đi vận động tại Thanh Hóa để không bị bí thư Tỉnh ủy Thanh Hóa Hà Trọng Hòa khi đó—nổi tiếng độc quyền và lộng hành—làm khó khi trở về nhà. Sau nhiều vụ bê bối, Hà Trọng Hòa bị kỷ luật cách chức. Người kế nhiệm ông này là Lê Huy Ngọ đã tổ chức tổ một cuộc gặp gỡ–lắng nghe trực tiếp với báo chí, sau đó nói với Nguyên Ngọc "có phải Thanh Hóa đã được dùng làm 'bãi thử' cho dân chủ hóa?". Sau hai bài bút ký, Phùng Gia Lộc tuy không bị đàn áp, nhưng không ít người vẫn "tức tối". Năm 2005, Trịnh Doãn Được hiện đương nhiệm bí thư xã Phú Yên, kể lại "dạo ấy tôi là phó chủ nhiệm mà, cứ chỉ thị trên về thế nào chúng tôi dưới này cứ vậy chấp hành, không thể khác được". Phùng Gia Học học đại học rồi sang Nga, sau đó gia đình chuyển vào Thành phố Hồ Chí Minh.

### Văn học Việt Nam
Nguyễn Thành Thi tại Trường Đại học Sư phạm Thành phố Hồ Chí Minh nhận xét "Cái đêm hôm ấy... đêm gì? của Phùng Gia Lộc vừa mở đường cho việc phục hồi thể loại [bút ký], vừa là một cú hích rất mạnh, tạo động lực cho sự phát triển của các thể loại khác." Phùng Gia Lộc được coi là một trong những cây bút viết ký tiêu biểu của xứ Thanh Hóa, trở thành tên tuổi quen thuộc của làng ký Việt Nam. Phó chủ tịch Hội Nhà văn Việt Nam Nguyễn Trí Huân khẳng định "báo Văn Nghệ chính là nơi nổ phát súng đầu tiên cho thời kỳ Đổi Mới bằng tác phẩm văn học gây tiếng vang Cái đêm hôm ấy... đêm gì? để thấy rằng đã có một thời chúng ta bị chi phối bởi lý thuyết điển hình hóa, đến thời đổi mới đã thoát được điều đó và nhà văn chịu trách nhiệm về những điều mình viết. Đây chính là dấu ấn quan trọng của văn học thời kỳ đổi mới." Tiến sĩ Phạm Xuân Thạch tại Trường Đại học Khoa học Xã hội và Nhân văn, Đại học Quốc gia Hà Nội gợi nhắc đến bút ký Cái đêm hôm ấy... đêm gì? và khẳng định "công cuộc đổi mới văn học [Việt Nam] được khởi động chính là trong lĩnh vực phi hư cấu." Nguyễn Thị Tú Như tại Trường Đại học Sư phạm Thành phố Hồ Chí Minh nhận xét báo chí nửa cuối thập niên 1980 có hai phóng sự mang dấu ấn là "Lời khai của bị can" của Trần Huy Quang và Cái đêm hôm ấy... đêm gì? của Phùng Gia Lộc, đồng thời cho rằng "phóng sự giai đoạn này mang đặc điểm của phóng sự báo chí: chống tiêu cực, đa dạng, phóng sự có kiến nghị, đề xuất, có cái tôi tác giả và là thể loại hoàn chỉnh. Đây được xem như là sự thích ứng, trưởng thành của thể loại trước thực tế và yêu cầu của xã hội."
Giáo sư Lã Nhâm Thìn và phó giáo sư Nguyễn Văn Long cho rằng "Cái đêm hôm ấy... đêm gì? của Phùng Gia Lộc làm xôn xao dư luận và lập tức kéo công chúng quay trở lại với văn học". Phạm Bá Thành tại Trường Đại học Khoa học Xã hội và Nhân văn, Đại học Quốc gia Hà Nội kết luận bút ký "tiêu biểu cho loại tác phẩm văn học dám biểu hiện cái không khí nặng nề và đen tối của giai đoạn hậu chiến". Lã Nguyễn tại Trường Đại học Sư phạm Hà Nội nhận định: "Cái đêm hôm ấy... đêm gì? của Phùng Gia Lộc làm dư luận xôn xao chẳng thua gì so với "Tướng về hưu" của Nguyễn Huy Thiệp. Nhưng bây giờ, nếu đọc văn học chỉ để thưởng thức vẻ đẹp của sáng tạo ngôn từ, chắc còn mấy ai tìm đến cái phóng sự của Phùng Gia Lộc! Ngày nay nhìn lại, rất dễ thấy, nhiều tác phẩm văn học thời đổi mới chưa đổi mới văn học được là bao." Nhà văn Vũ Thư Hiên chỉ trích "những phóng sự, bút ký đại loại như Cái đêm hôm ấy... đêm gì? của Phùng Gia Lộc vừa ra đời—lập tức được ca ngợi như một tác phẩm văn học có giá trị, mặc dầu nó không có và không thể có giá trị ấy."